# Mack Yoho
Mack Junior Yoho (* 14. Juni 1936 in Reader, West Virginia; † 14. September 2020) war ein US-amerikanischer Canadian-Football- und American-Football-Spieler. Er spielte als Defensive End und Placekicker in der Canadian Football League (CFL) bei den Ottawa Rough Riders und in der American Football League (AFL) bei den Buffalo Bills.

## Spielerlaufbahn

### Collegekarriere
Mack Yoho wurde in West Virginia geboren, wuchs allerdings in der Nähe von Canton, Ohio, auf. Yoho spielte auf der High School Basketball und Football. Nach seinem Schulabschluss erhielt Yoho ein Basketballstipendium an der Miami University. Er spielte dort jedoch nie Basketball, sondern war lediglich für die Footballmannschaft seines Colleges, den Miami Redskins, aktiv. 1955 und 1957 gewann er mit den Redskins die Meisterschaft in der Mid-American Conference. Im Jahr 1957 wurde er aufgrund seiner sportlichen Leistungen sowohl in die Ligaauswahl als auch in die Staatsauswahl von Ohio gewählt.

### Profikarriere
Unmittelbar nach seinem Studium schloss sich Yoho vor der Saison 1958 den Ottawa Rough Riders aus der CFL an. Von der Mannschaft aus Ottawa wurde er auf verschiedenen Positionen, sowohl in der Defense, als auch in der Offense eingesetzt. In den Spieljahren 1958 und 1959 konnte er mit den Rough Riders in die Play-offs einziehen. Ein Titelgewinn gelang ihm jedoch nicht. Im Jahr 1960 erhielt er von den Buffalo Bills, die in der neugegründeten AFL spielten, ein Vertragsangebot mit einem Jahressalär von 7500 US-Dollar. Yoho unterschrieb den Vertrag und erhielt von seinem Head Coach Buster Ramsey überwiegend Einsatzzeit als Defensive End. Ramsey setzte Yoho aber auch als Kicker des Teams ein. Im Jahr 1963 konnte Mack Yoho mit den Bills in die Play-offs einziehen, wo man allerdings an den Boston Patriots im Division-Play-off-Spiel mit 26:9 scheiterte. Yoho wurde nach dieser Saison an die Patriots abgegeben, beendete aber vorzeitig seine Laufbahn. Mack Yoho fand 2010 Aufnahme in die Miami University Hall of Fame.

## Quelle
- Jeffrey Miller, Billy Shaw, Rockin' the Rockpile: The Buffalo Bills of the American Football League, ECW Press, 2007, ISBN 978-1-55022-797-0